# Niccolò Codazzi

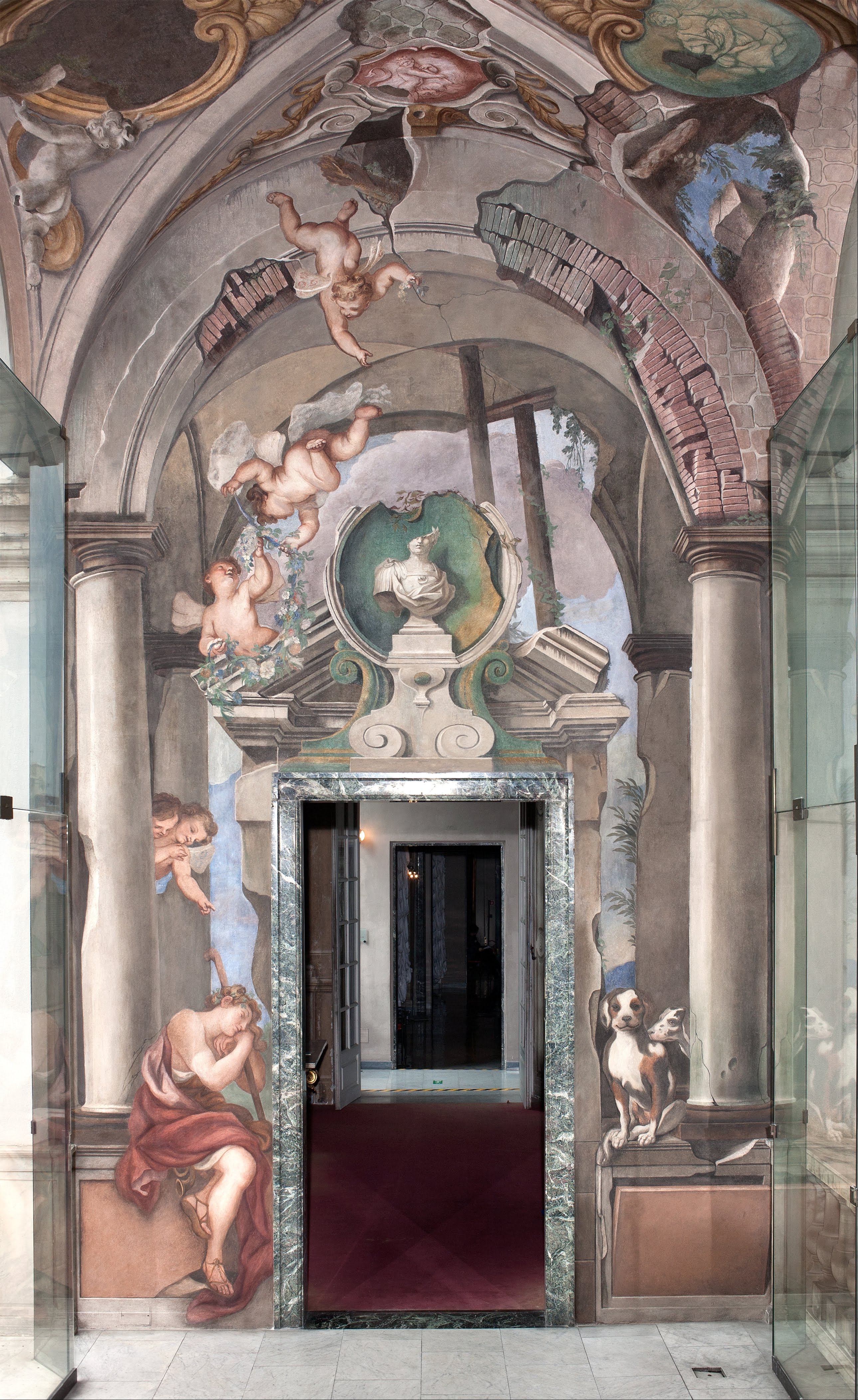
Niccolò Codazzi (Scheinarchitektur) und Paolo Gerolamo Piola (Figuren): Ruinendekor in einer Loggia des Palazzo Ridolfo e Giovanni Francesco Brignole Sale (Palazzo Rosso), Genua

Niccolò Codazzi, auch Niccolò Viviani (* 1642 (oder 1648) in Neapel (?); † 1. März 1693 in Genua) war ein italienischer Quadratur- und Vedutenmaler des Barock.

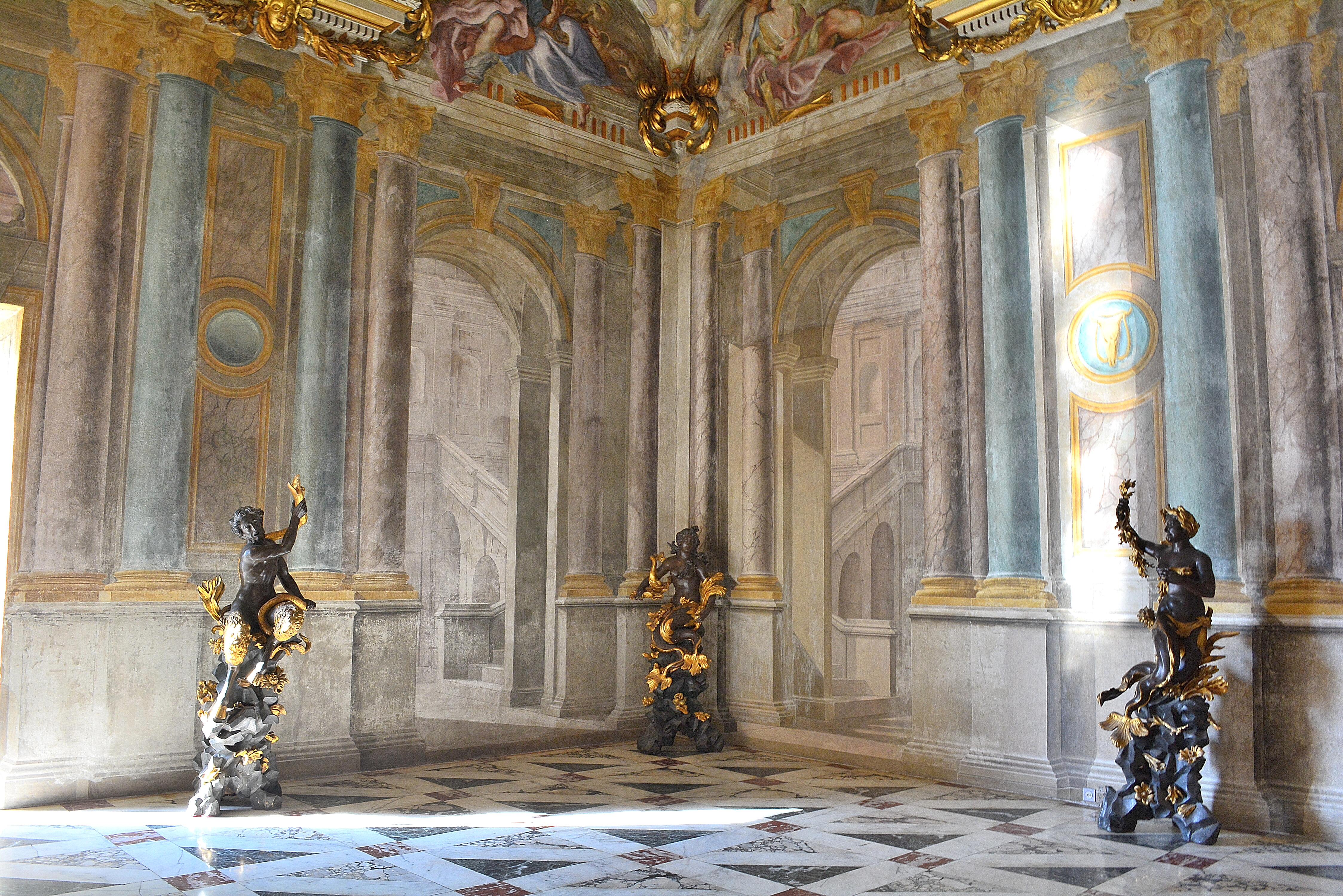
Scheinarchitektonische Dekoration im Wintersalon (Salotto dell’Inverno) des Palazzo Ridolfo e Giovanni Francesco Brignole Sale (Palazzo Rosso), Genua

Er war ein Sohn des Malers Viviano Codazzi und seiner Frau Candida Miranda, laut Scavizzi wurde er 1642 in Neapel geboren, nach anderer Quelle erst 1648. Seine Ausbildung erhielt er wahrscheinlich bei seinem Vater, nach dessen Vornamen er sich offenbar Niccolò Viviani nannte. Niccolò übernahm den Stil seines Vaters, was bis heute zu Zuschreibungsproblemen führt.
1675 malte Niccolò Codazzi in Rom Dekorationen in der Kirche San Macuto und im Piano nobile des Palazzo Altieri bei Il Gesù.
Später reiste er nach Frankreich, wo er vermutlich zunächst in Aix-en-Provence mit Nicolas Pinson zusammenarbeitete, bevor er nach Paris ging. Dort scheint er beachtlichen Erfolg gehabt zu haben und ist höchstwahrscheinlich identisch mit dem italienischen Maler namens „Sr Viviani“, der 1681–82 gemeinsam mit René-Antoine Houasse vier große Architekturbilder für die Treppe der Königin in Versailles schuf. 1682 wurde Codazzi mit Hilfe von Charles Lebrun in die Académie Royale aufgenommen.
Später kehrte er nach Italien zurück und ist 1688 in Genua nachgewiesen, wo er für die Brignole arbeitete und im Palazzo Ridolfo e Giovanni Francesco Brignole Sale (Palazzo Rosso) scheinarchitektonische Wanddekorationen im Wintersalon (Salotto dell’Inverno) schuf; in der südlichen Loggia des zweiten Piano nobile malte er ein Ruinendekor als „Kulisse“ für die Figuren von Paolo Gerolamo Piola. In den Dokumenten wurde er dabei unter dem Namen „Nicolò Viviano“ geführt.  Wahrscheinlich arbeitete Codazzi in Genua auch mit Gregorio De Ferrari zusammen.
Im Jahr 1688 sind Werke von Niccolò Codazzi auch in der Sammlung des Fürsten von Galatro in Neapel nachgewiesen.
Ein Gemälde mit dem Einzug des Botschafters Michael Radziwil in Rom im Jahr 1680, das sich im Wilanów-Palast in Warschau befindet, wurde ebenfalls Niccolò Codazzi zugeschrieben; die Autorschaft ist jedoch umstritten, da das Bild traditionellerweise in Polen als Werk von „Antonio Viviani“ galt, dem Bruder von Niccolò.
Niccolò Codazzi starb in Genua 1693 und wurde in der später abgerissenen Kirche San Vito alla Foce beigesetzt.